# Municipio Puerto Suárez
Das Municipio Puerto Suárez ist ein Verwaltungsbezirk im Departamento Santa Cruz im südamerikanischen Anden-Staat Bolivien.

## Lage im Nahraum
Das Municipio Puerto Suárez ist eines von drei Municipios der Provinz Germán Busch und umfasst die südlichen Bereiche der Provinz. Es grenzt im Norden an das Municipio El Carmen Rivero Tórrez, im Westen die Provinz Cordillera, im Süden an die Republik Paraguay, im Südosten und Osten an die Republik Brasilien und im Nordosten an das Municipio Puerto Quijarro.
Das Municipio erstreckt sich zwischen etwa 17° 58' und 20° 08' südlicher Breite und 57° 47' und 59° 07' westlicher Länge, seine Ausdehnung von Westen nach Osten beträgt bis zu 120 Kilometer und von Norden nach Süden bis zu 230 Kilometer.
Das Municipio umfasst 9 Gemeinden (localidades), der zentrale Ort des Municipios ist die Stadt Puerto Suárez mit 16.643 Einwohnern (Volkszählung 2012) im östlichen Teil des Municipios.

## Geographie
Das Municipio Puerto Suárez liegt im bolivianischen Tiefland am Rande des Pantanal, einem der größten Binnenland-Feuchtgebiete der Erde. Das Klima ist subtropisch und weist nur in den Wintermonaten eine kurze Trockenzeit auf.
Die mittlere Durchschnittstemperatur der Region liegt bei etwa 26 °C (siehe Klimadiagramm Puerto Suárez) und schwankt nur unwesentlich zwischen 22 und 23 °C im Juni und Juli und 28 bis 29 °C von Oktober bis Februar. Der Jahresniederschlag beträgt knapp über 1000 mm, mit Monatsniederschlägen von weniger als 30 mm im Juni und August und einer ausgedehnten Feuchtezeit von November bis März mit jeweils über 100 mm Monatsniederschlag.

## Bevölkerung
Die Einwohnerzahl des Municipios ist zwischen 1992 und 2024 um etwa ein Drittel angestiegen:
| Jahr | Einwohner | Quelle       |
| ---- | --------- | ------------ |
| 1992 | 13.193    | Volkszählung |
| 2001 | 15.209    | Volkszählung |
| 2012 | 19.829    | Volkszählung |
| 2024 | 17.378    | Volkszählung |

Die Bevölkerungsdichte des Municipios bei der letzten Volkszählung von 2024 betrug 1,35 Einwohner/km², der Alphabetisierungsgrad bei den über 15-Jährigen war von 94,5 Prozent (1992) auf 96,5 Prozent angestiegen. Die Lebenserwartung der Neugeborenen betrug 68,5 Jahre, die Säuglingssterblichkeit war von 6,3 Prozent (1992) auf 4,3 Prozent im Jahr 2001 zurückgegangen.
98,0 Prozent der Bevölkerung sprechen Spanisch, 4,3 Prozent sprechen Quechua, 2,3 Prozent Aymara, 0,4 Prozent Guaraní, und 1,0 Prozent andere indigene Sprachen. (2001)
27,0 Prozent der Bevölkerung haben keinen Zugang zu Elektrizität, 8,9 Prozent leben ohne sanitäre Einrichtung (2001).
75,7 Prozent der 3.006 Haushalte besitzen ein Radio, 67,5 Prozent einen Fernseher, 46,6 Prozent ein Fahrrad, 2,5 Prozent ein Motorrad, 25,6 Prozent ein Auto, 42,1 Prozent einen Kühlschrank, und 31,4 Prozent ein Telefon. (2001)

## Politik
Ergebnis der Regionalwahlen (concejales del municipio) vom 4. April 2010:
| Wahl- berechtigte |  | Wahl- beteiligung | gültige Stimmen |  | MANOS  | FA     | MAS-IPSP | VERDES | MSM   | FPV   | TODOS |       |
| ----------------- |  | ----------------- | --------------- |  | ------ | ------ | -------- | ------ | ----- | ----- | ----- | ----- |
| 9.116             |  | 7.591             | 6.509           |  | 3.250  | 1.953  | 597      | 370    | 173   | 92    | 61    | 13    |
|                   |  | 83,3 %            | 85,7 %          |  | 49,9 % | 30,0 % | 9,2 %    | 5,7 %  | 2,7 % | 1,4 % | 0,9 % | 0,2 % |

Ergebnis der Regionalwahlen (elecciones de autoridades políticas) vom 7. März 2021:
| Wahl- berechtigte |  | Wahl- beteiligung | gültige Stimmen |  | CREEMOS | MAS-IPSP | UNIDOS | SOL    | ASIP   | MNR    |
| ----------------- |  | ----------------- | --------------- |  | ------- | -------- | ------ | ------ | ------ | ------ |
| 11.629            |  | 9.424             | 8.434           |  | 5.587   | 1.858    | 462    | 312    | 146    | 69     |
|                   |  | 81,04 %           | 89,49 %         |  | 66,24 % | 22,03 %  | 5,48 % | 3,70 % | 1,73 % | 0,82 % |

## Gliederung
Das Municipio Puerto Suárez untergliedert sich in die folgenden acht Subkantone (vicecantones):
- Vicecantón Comunidad La Colonia – 1 Gemeinde – 186 Einwohner (2001)
- Vicecantón Comunidad San Juan del Mutun – 1 Gemeinde – 150 Einwohner
- Vicecantón Comunidad San Pedrito – 1 Gemeinde – 65 Einwohner
- Vicecantón El Salao – 1 Gemeinde – 213 Einwohner
- Vicecantón Motacucito – 2 Gemeinden – 290 Einwohner
- Vicecantón Paradero – 1 Gemeinde – 1.922 Einwohner
- Vicecantón Puerto Suárez – 1 Gemeinde – 11.594 Einwohner
- Vicecantón San Salvador – 1 Gemeinde – 165 Einwohner

## Ortschaften im Municipio Puerto Suárez
- Puerto Suárez 16.643 Einw. – Paradero 1.204 Einw. – Puerto Busch 65 Einw.